# Deutsche Norton

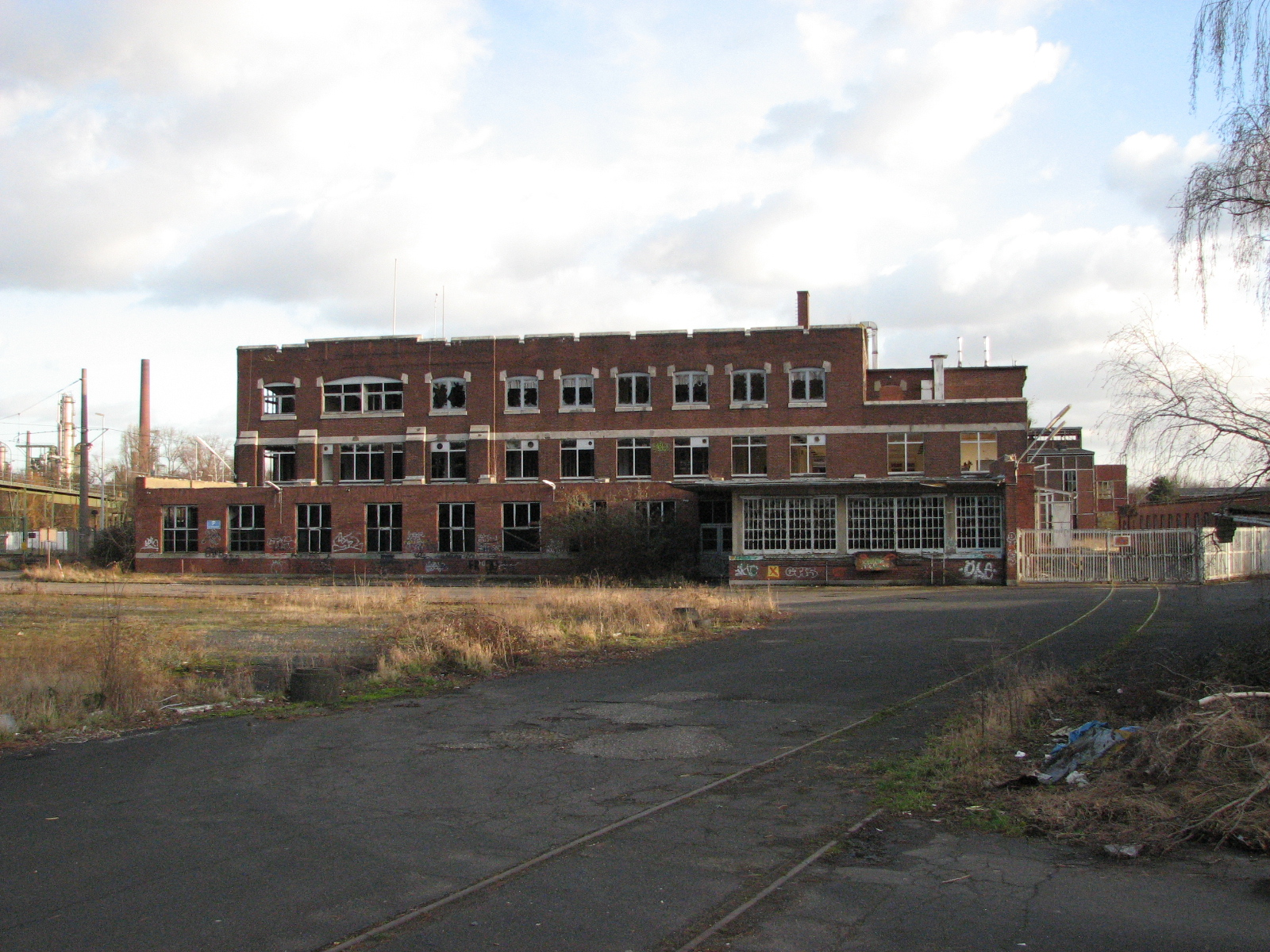
Ehemalige Deutsche Norton

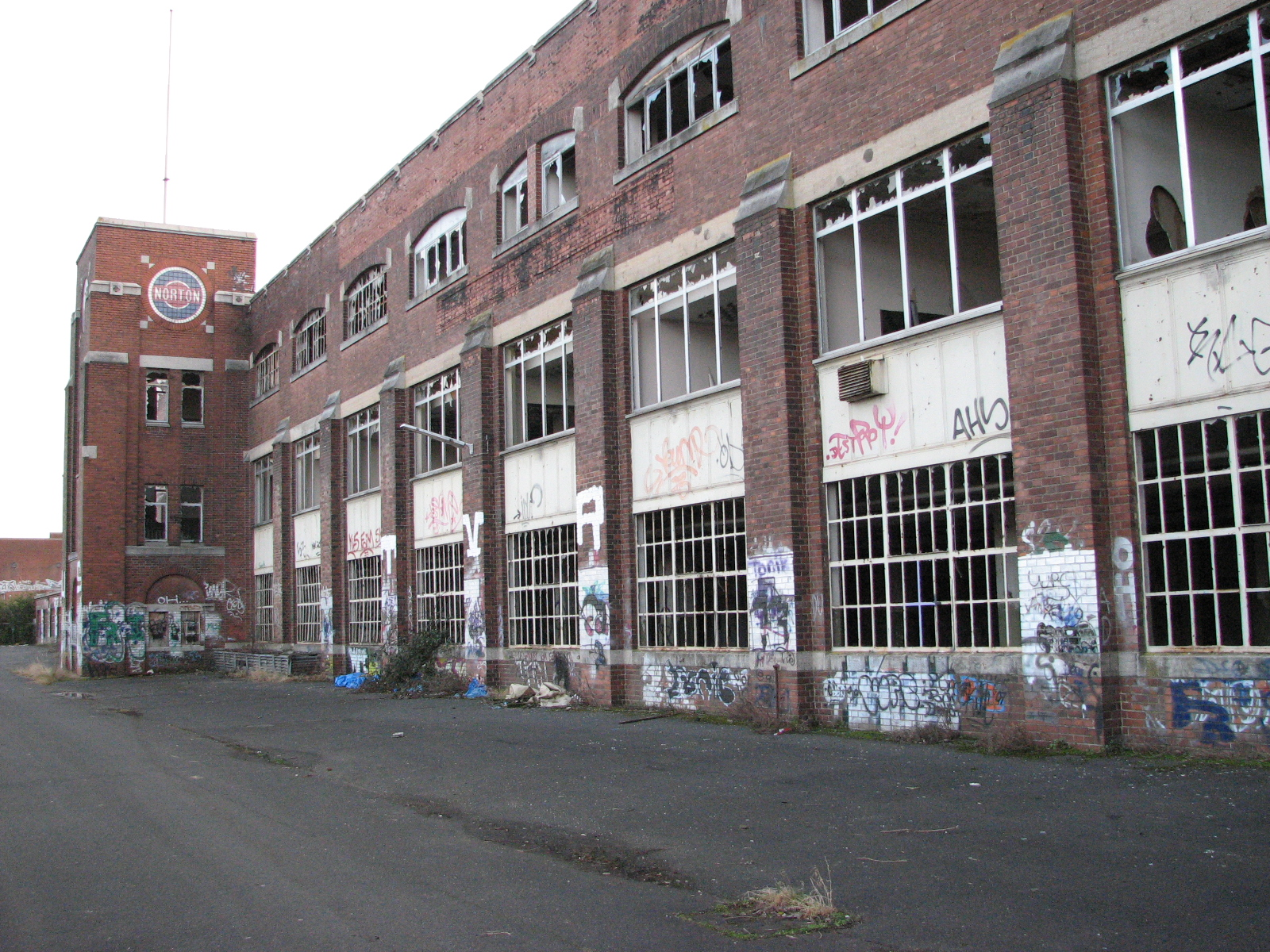
Ehemalige Deutsche Norton

Die Deutsche Norton Gesellschaft m. b. H. in Wesseling war eine Tochtergesellschaft des US-amerikanischen Schleifmittelherstellers Norton Co. aus Worcester in Massachusetts.
Der Standort der Gesellschaft lag südlich der Innenstadt, unmittelbar an der Rheinuferbahn. Die leeren Fabrikgebäude waren jahrzehntelang als verlassene Industrieruinen erhalten.

## Geschichte
Die Deutsche Norton wurde 1909 unter der Leitung von Alfred Heinrich Schütte gegründet. Am 1. Juli 1910 nahm das Unternehmen seinen Betrieb mit 60 Arbeitern auf, mit zahlreichen Rund- und Tunnelbrennöfen erzeugte es verschiedene Schleifprodukte und feuerfeste Erzeugnisse.
Während der Zeit des Nationalsozialismus beschäftigte das Unternehmen mehrere hundert Fremd- und Zwangsarbeiter aus Ostmitteleuropa, die in einem Barackenlager untergebracht waren. Das als Südlager bezeichnete Gelände befand sich etwa 200 Meter südlich des Firmengeländes. Ein weiteres sogenanntes Rheinlager befand sich direkt am Rheinufer auf dem Gelände der ehemaligen Union Kraftstoff. Gegen Ende des Zweiten Weltkrieges wurde das Fabrikgebäude durch Bombenangriffe zu etwa 15 Prozent zerstört.
Nach dem Zweiten Weltkrieg erlebte das Unternehmen einen blühenden Aufschwung durch eine immer größere Nachfrage nach Schleifprodukten. Das Werk vergrößerte sich, Maschinenhallen und Verwaltungsgebäude wurden angebaut sowie neue Maschinen und Geräte angeschafft, die Belegschaft wurde stetig vergrößert. Ab den 1970er Jahren befasste sich die Deutsche Norton auch mit der Herstellung von hochfeuerfesten Erzeugnissen, zum Beispiel sogenannten Tellerkapselrohlingen zum Brennen von Porzellantellern. Als einer der führenden Hersteller von Schleifmitteln und hochfeuerfesten Spezialerzeugnissen war der Name des Unternehmens lange Zeit weltweit bekannt und anerkannt.
1990 wurde die Norton Co. in Worcester und somit auch die Deutsche Norton GmbH von Saint-Gobain mit Hauptsitz in Courbevoie aufgekauft. Daraufhin wurde das Tochterwerk in Wesseling 1992 geschlossen. Von den zuletzt 160 Beschäftigten wurden 50 in einen Zweigsitz der Saint-Gobain übernommen, weitere 20 Beschäftigte wurden bei einer Tochter des Konzerns im Kölner Stadtbezirk Porz untergebracht. Die restlichen 90 Beschäftigten wurden entlassen. Ein Zweigsitz der Saint-Gobain ist ebenfalls mit einem Schleifmittelproduktionswerk in Wesseling ansässig, allerdings an einem anderen Standort, von dort werden auch 2023 noch Produkte der Marke Norton vertrieben.

## Situation heute
Seit der Schließung befanden sich das ehemalige Fabrikgelände und die darauf befindlichen Gebäude in zusehender Verwahrlosung. Das gesamte Gelände gehörte viele Jahre einem Privateigentümer aus Köln. Seitens der Stadt Wesseling wurden Lösungen gesucht und Versuche unternommen, um das brachliegende Gelände anderweitig sinnvoll zu nutzen, zahlreiche Kontakte zwischen der Stadtverwaltung und dem Eigentümer blieben folgenlos. 2015 wurde bekannt, dass es einen neuen Investor gäbe, der Interesse an dem gesamten Areal habe. Am 16. Juni 2020 verabschiedete die Stadt Wesseling eine Vorkaufsrechtssatzung für das Gelände, um das Nichtstun des Eigentümers zu beenden.
Im Dezember 2023 kaufte die KVB das Gelände, um dort einen neuen Betriebshof zu errichten, der fast fünfmal so groß wie der bisherige Betriebshof in Wesseling auf dem Gelände des Schwesterunternehmens HGK ist, der nach Inbetriebnahme des neuen aufgegeben werden soll.
Hin und wieder wurde das Gelände als Kulisse für Filmaufnahmen genutzt.

Am 2. Oktober 2024 begann der Abbruch der Gebäude.

## Produkte
- Schleifscheiben aller Art[18]
- Diamantsägen, Steinsägen und Trennsägen
- Schleifpapiere und Schleifgewebe
- Schleifkörper in keramischen Silikat- und Kunstharzbindungen
- Klebebänder, Trennmaschinen und Fugenschneider
- Feuerfeste keramische Produkte wie Tellerbrennkapseln